# Willie Boy (série télévisée d'animation)
Willie Boy (titre original : 荒野の少年イサム / Kôya no Shônen Isamu) est une série télévisée d'animation japonaise diffusée du 4 avril 1973 à 1974, d'après le manga en 12 tomes créé par Sôji Yamakawa et Noboru Kawasaki.
En France, la série est diffusée à partir du 22 décembre 1988 au Club Dorothée, sur TF1.

## Synopsis
La série suit les aventures de Willie Boy, un jeune cowboy du Far West. Élevé par une famille de brigands, il part à la recherche de son père, Fernando, dont il a été séparé à la naissance. Willie, qui est à moitié indien et à moitié japonais (mexicain dans la VF), se retrouve également face à divers problèmes de société comme le racisme ou encore le refus de la violence gratuite. Fine gâchette, il parvient tout de même à affronter tous les dangers...

## Fiche technique
- Titre original : Kôya no Shônen Isamu
- Titre anglophone : Isamu the Wilderness Boy
- Réalisation : Shigetsugu Yoshida
- Direction technique : Kyôsuke Mikuriya et Yoshikata Nitta
- Direction de l'animation : Takao Kôzai, Hideo Kawauchi, Kôichi Murata, Shingo Araki et Kenzô Koizumi
- Direction artistique : Jin Kageyama
- Direction de la photographie : Katsuji Misawa
- Musique : Takeo Watanabe
  - Générique original interprété par Vocal Shop et Charlie Kosey
  - Générique français interprété par Bernard Minet
- Sociétés de production : 	TMS Entertainment, Fuji Television
- Genre : Western
- Pays :  Japon
- Nombre d'épisodes : 52 (26 diffusés en France)
- Durée : 30 minutes par épisode

## Distribution

### Voix originales
- Akira Kamiya : Isamù (Willie Boy)
- Ichirô Murakoshi : Ned Wingate
- Iemasa Kayumi : Retto Wingate (Red Wingate)
- Kiyoshi Kobayashi : Big Stone
- Osamu Kato : Old Wingate
- Takeshi Kuwabara : Narrator

### Voix françaises
- Maurice Decoster : Willie Boy
- Annabelle Roux : Willie Boy enfant
- Gabriel Le Doze : Red Wingate, le cowboy du ranch Morison, un acolyte de Johns
- Jean-Pierre Malardé : Ned Wingate, Fernando, Paco
- Jean-Louis Faure : Big Stone, Mac la menace
- Geneviève Taillade : Miss Marie, Robert Morison 1re voix, divers rôles
- Brigitte Aubry : Robert Morison 2e voix, Clara Morison
- Laurent Hilling : Los Parubos, Santos
- Raymond Baillet : le grand-père
- Jean-Pierre Denys : Jack Hawk, shérif Wyatt Earp
- Michel Clainchy : M. Miles, Black Horse, le messager de l'enfer, un commerçant
- Gérard Rouzier : M. Morison, Johns, un bandit
- Stéphane Bazin : Thomas, Mario
- Maryline Saffer : Dorothée Thompson

Version française réalisée au Studios Dovidis.

## Listes des épisodes
1. Les Frères Wingate
2. Mac-la-menace
3. Los Parubos
4. Les Otages
5. Les Remords de Willie Boy
6. Big Stone
7. Le Passé de Fernando
8. L'Enfant du soleil
9. L'Anniversaire de Willie Boy
10. Indomptable ouragan
11. Père et fils
12. La Loi de Wyatt Earp
13. Les Révélations de Big Stone
14. Black Horse contre Big Stone
15. La Ville fantôme
16. Duel au soleil
17. Adieu au clan Wingate
18. Le Messager de l'enfer
19. Bienvenue au ranch Morrison
20. Black Hurricane
21. Mazuma le cheyenne
22. La Bande des Scorpions
23. Étape à Green City
24. Les Deux Visages de Satan
25. Le Pendentif
26. Sur les traces de Fernando
27. Titre français inconnu
28. Titre français inconnu
29. Titre français inconnu
30. Titre français inconnu
31. Titre français inconnu
32. Titre français inconnu
33. Titre français inconnu
34. Titre français inconnu
35. Titre français inconnu
36. Titre français inconnu
37. Titre français inconnu
38. Titre français inconnu
39. Titre français inconnu
40. Titre français inconnu
41. Titre français inconnu
42. Titre français inconnu
43. Titre français inconnu
44. Titre français inconnu
45. Titre français inconnu
46. Titre français inconnu
47. Titre français inconnu
48. Titre français inconnu
49. Titre français inconnu
50. Titre français inconnu
51. Titre français inconnu
52. Titre français inconnu

## Autour de la série
- La série adapte fidèlement le manga original, pour ce qui est des 26 premiers épisodes. Les 26 autres (inédits en France), en revanche, ne reprennent pas le manga[1].
- En France, la série a été baptisée du nom du film éponyme (1969) réalisé par Abraham Polonsky (avec Robert Redford et Katharine Ross), d'après le roman de Harry Lawton. Par ailleurs, la société de distribution AB a souvent orthographié le titre Willy Boy dans les produits dérivés[1].

## Éditions vidéos
La série animée a été éditée en VHS chez Dagobert Vidéo puis AB Vidéo à la fin des années 1980.
Il n'existe à ce jour aucune sortie en DVD et Blu-Ray.